# Halford
Халфорд (енгл. Halford) је британски хеви метал бенд и соло пројект вокалисте групе Џудас прист Роба Халфорда (енгл. Rob Halford) започет албумом „Resurrection“ 2000. године.
Након неуспеха пријашњих група Fight и Two, Роб Халфорд се враћа овим бендом свету успешнога хеви метала први пут од његовог одласка из Џудас приста 1991. године. Халфордовим повратком у Џудас прист 2003, рад овог бенда је привремено стао.

## Састав
- Роб Халфорд — главни вокал
- Метал Мајк Клашчак — гитара
- Рој З. — гитара
- Мајк Дејвис — бас-гитара
- Боби Јарзомбек — бубњеви

## Дискографија
- (2000)
- (2001; албум уживо)
- (2002)